# سوزان شريف
سوزان شريف (بالإنجليزية: Susan Shreve)‏ (1939 - )؛ كاتِبة، وروائية، وكاتبة للأطفال من الولايات المتحدة.

## الجوائز
- زمالة غوغنهايم
- جائزة إدغار